# Râle à bec jaune
Zapornia flavirostra
 (octobre 2021).
Si vous disposez d'ouvrages ou d'articles de référence ou si vous connaissez des sites web de qualité traitant du thème abordé ici, merci de compléter l'article en donnant les références utiles à sa vérifiabilité et en les liant à la section « Notes et références ».
Espèce
Statut de conservation UICN

 LC  : Préoccupation mineure
Synonymes
- Zapornia flavirostris
- Porzana flavirostra
- Porzana flavirostris
- Amaurornis flavirostra
- Amaurornis flavirostris
- Limnocorax flavirostra
- Limnocorax flavirostris

Le Râle à bec jaune (Zapornia flavirostra) est une espèce d'oiseaux appartenant à la famille des Rallidae. Il se reproduit dans la majeure partie de l'Afrique subsaharienne, sauf dans des zones très arides. Il effectue quelques mouvements saisonniers dans les zones de son aire de répartition qui sont soumises à la sécheresse.
Autres noms sont Râle noir,, Marouette à bec jaune, Marouette noire à bec jaune, Marouette noire et Poule d'eau noire.
Les synonymes latin sont Zapornia flavirostris, Porzana flavirostra, Porzana flavirostris, Amaurornis flavirostra, Amaurornis flavirostris, Limnocorax flavirostra, Limnocorax flavirostris et Gallinula flavirostra.

## Description
Cet oiseau mesure 19 à 23 cm de longueur avec une queue courte et de grands orteils. Son plumage adulte est majoritairement noir avec un ton brun olive sur les ailes et les parties supérieures qui est rarement décelable sur le terrain. Le bec est jaune, les yeux, les jambes et les pieds sont rouges, l'ensemble des pattes étant plus terne en dehors des périodes de reproduction.
Les deux sexes sont similaires, mais le mâle est légèrement plus grand. La plupart des mâles, mais seulement 10 % des femelles, ont une mandibule supérieure crochue. L'immature a le dessus brun et la tête et le ventre gris foncé. Son bec est jaune verdâtre, les pattes sont rouge sombre. Le duvet des poussins est noir, comme chez tous les râles.
Son appel principal se fait en duo, en commençant par un claquement de gorge krrrok-kraaaa. La réponse est un roucoulement coo-CRR-COO un peu plus doux.

## Alimentation
Il se nourrit de vers, de mollusques, de crustacés, d'insectes, de petits poissons, de petits anoures et de têtards, d'oiseaux juvéniles et d'œufs ainsi que de plantes aquatiques et de leurs graines (notamment Lemna et Nymphaea).

## Répartition
Cette espèce est endémique de l'Afrique subsaharienne. Elle est à priori moins abondante en Afrique centrale.

## Habitat et mode de vie
Cette espèce commune vit dans les marais d'eau douce de tous types, tant qu'il s'y trouve un peu de végétation pour assurer sa couverture. Beaucoup de râles sont très discrets, mais lui est souvent vu à l'air libre. Il a bénéficié de l'activité humaine grâce à la déforestation et est rarement chassé à cause de sa chair au goût désagréable.

## Galerie

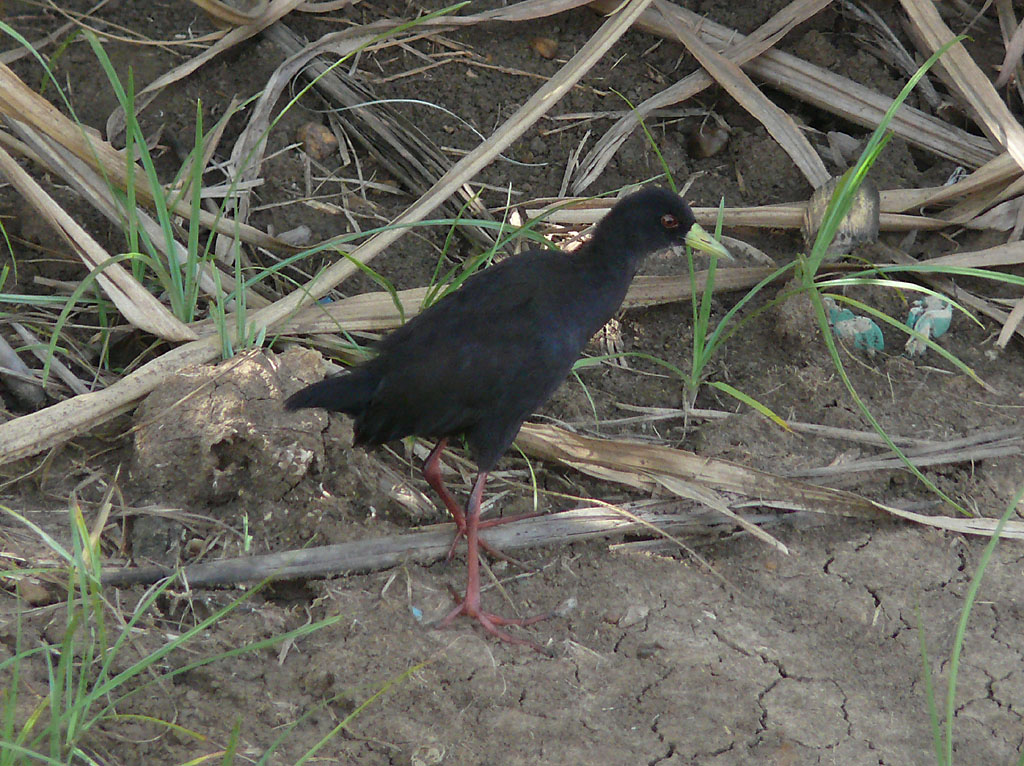
Sénégal
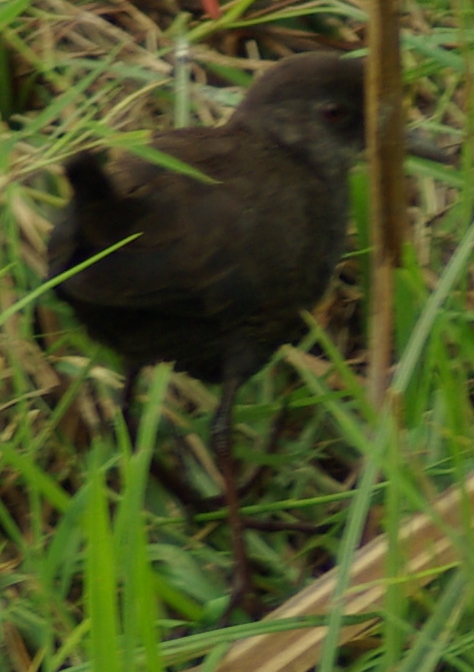
Immature (parc national d'Amboseli, Kenya)
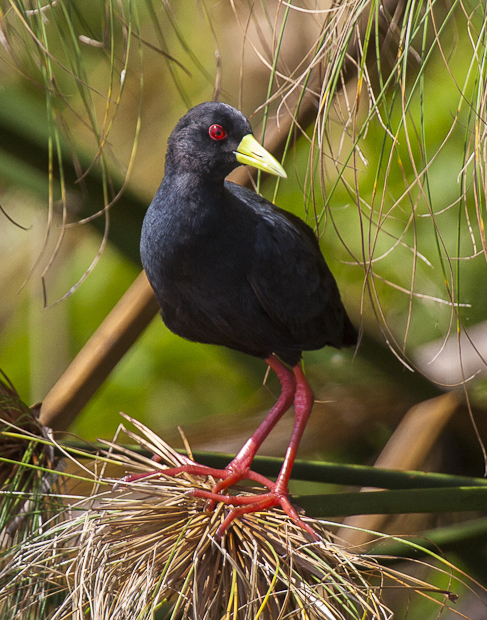
Ouganda
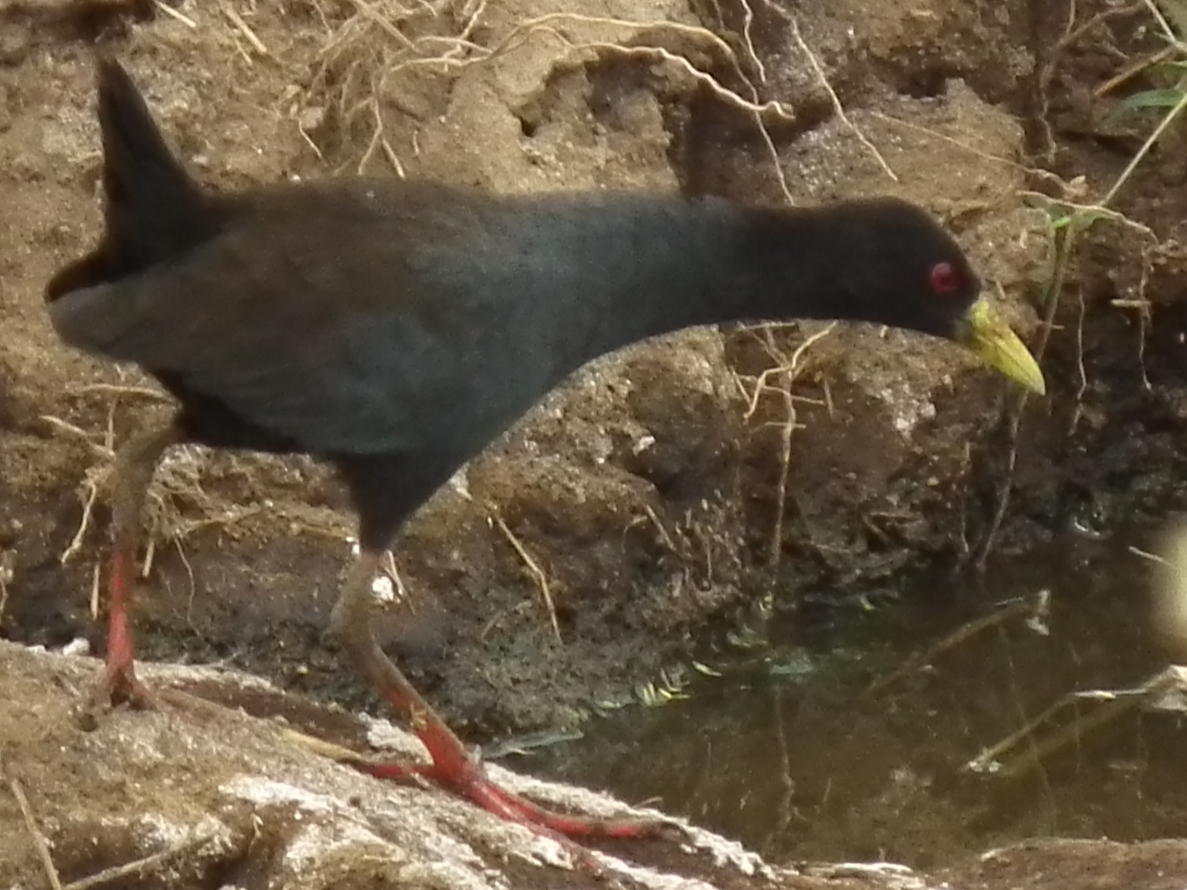
Tanzanie

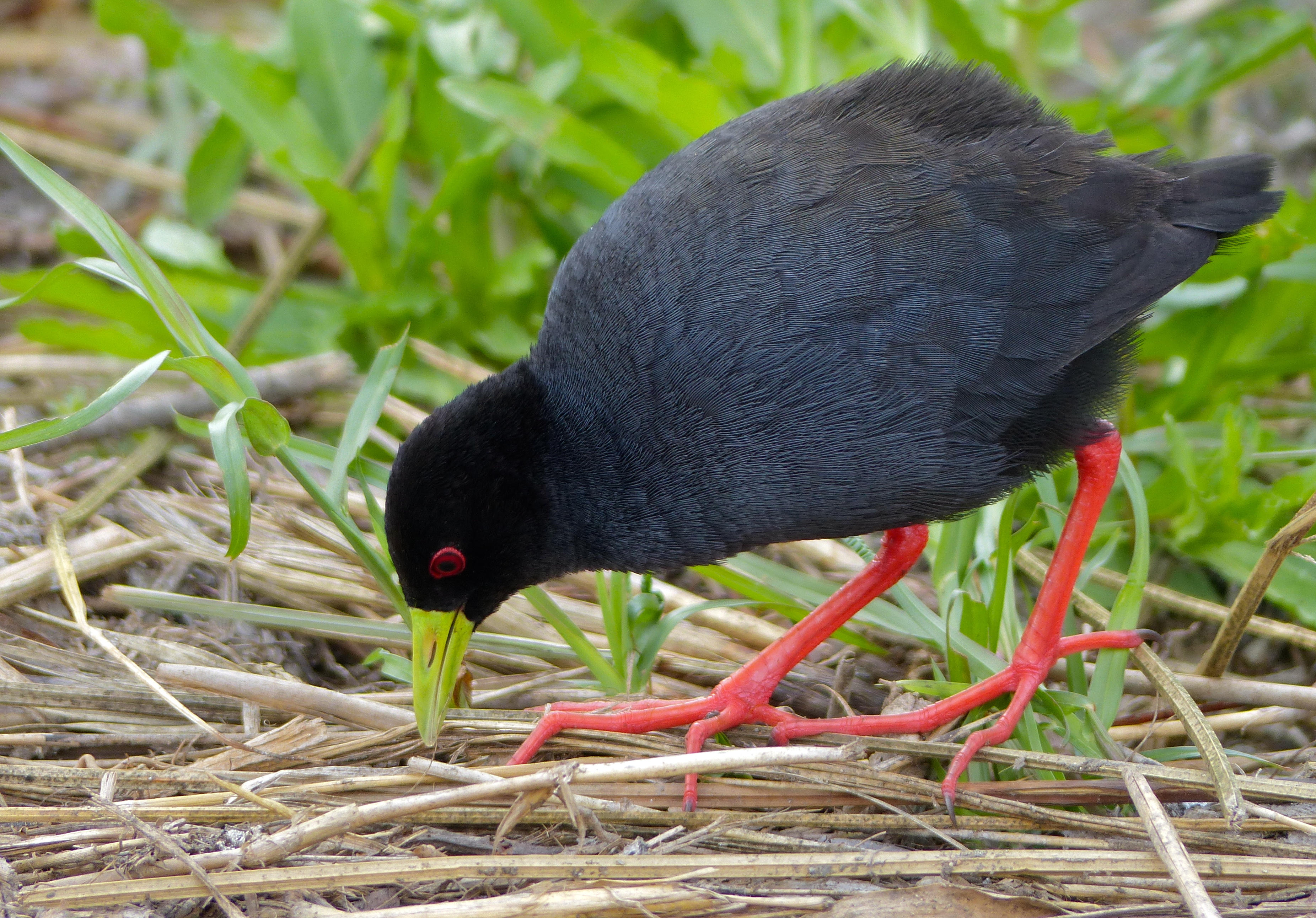
Afrique du sud
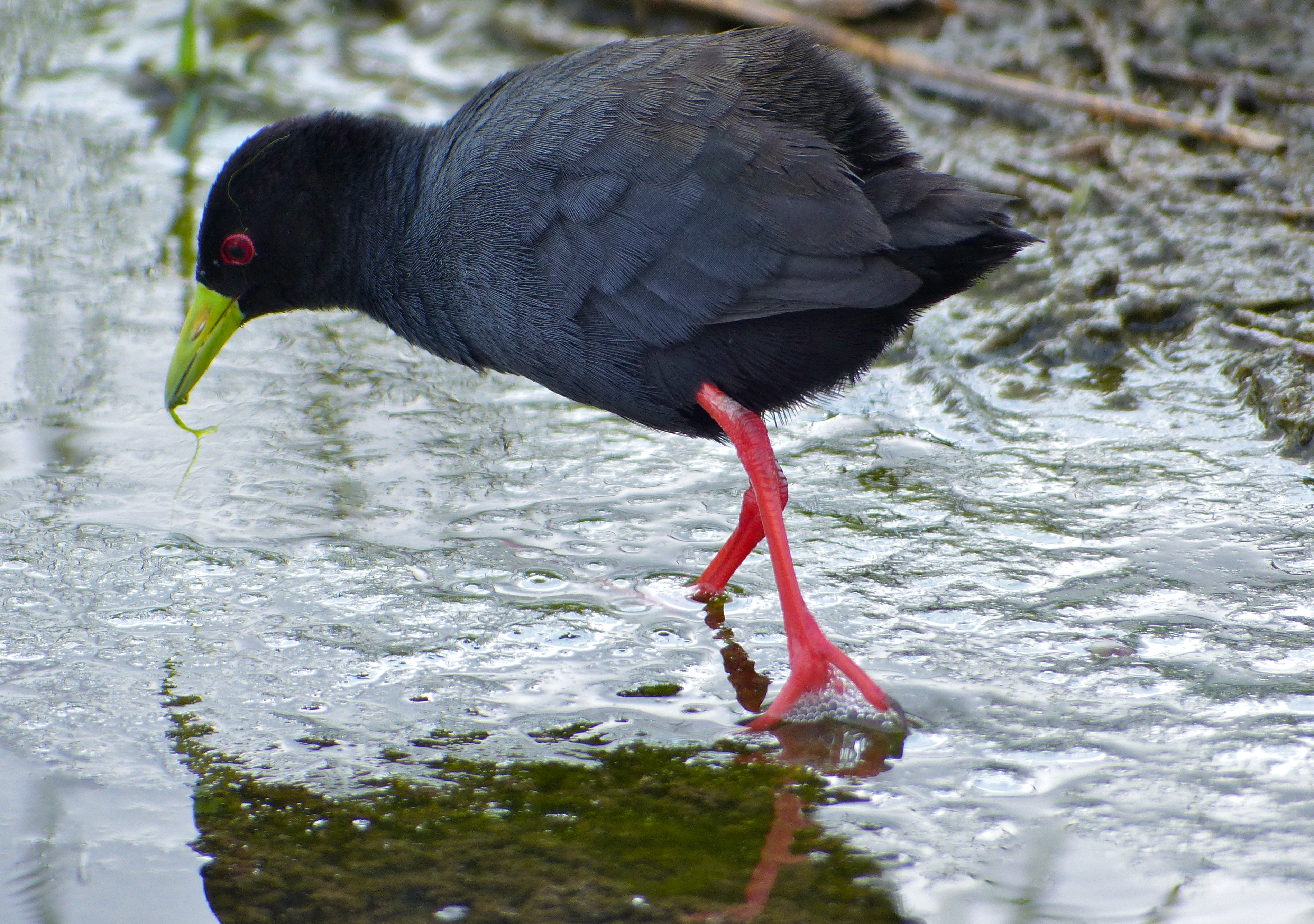
Afrique du sud
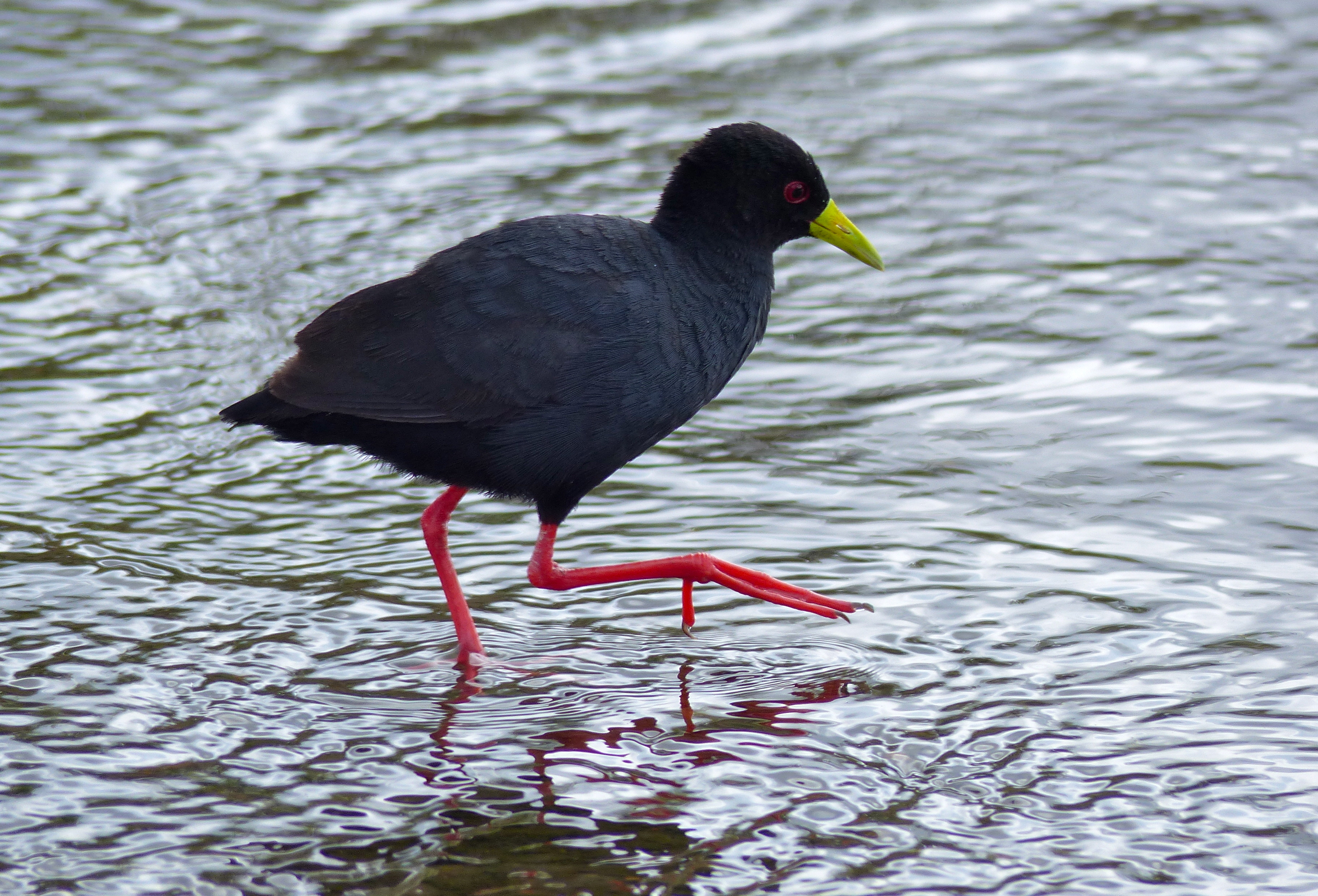
Afrique du sud